# 布拉瓦特尼克政府學院

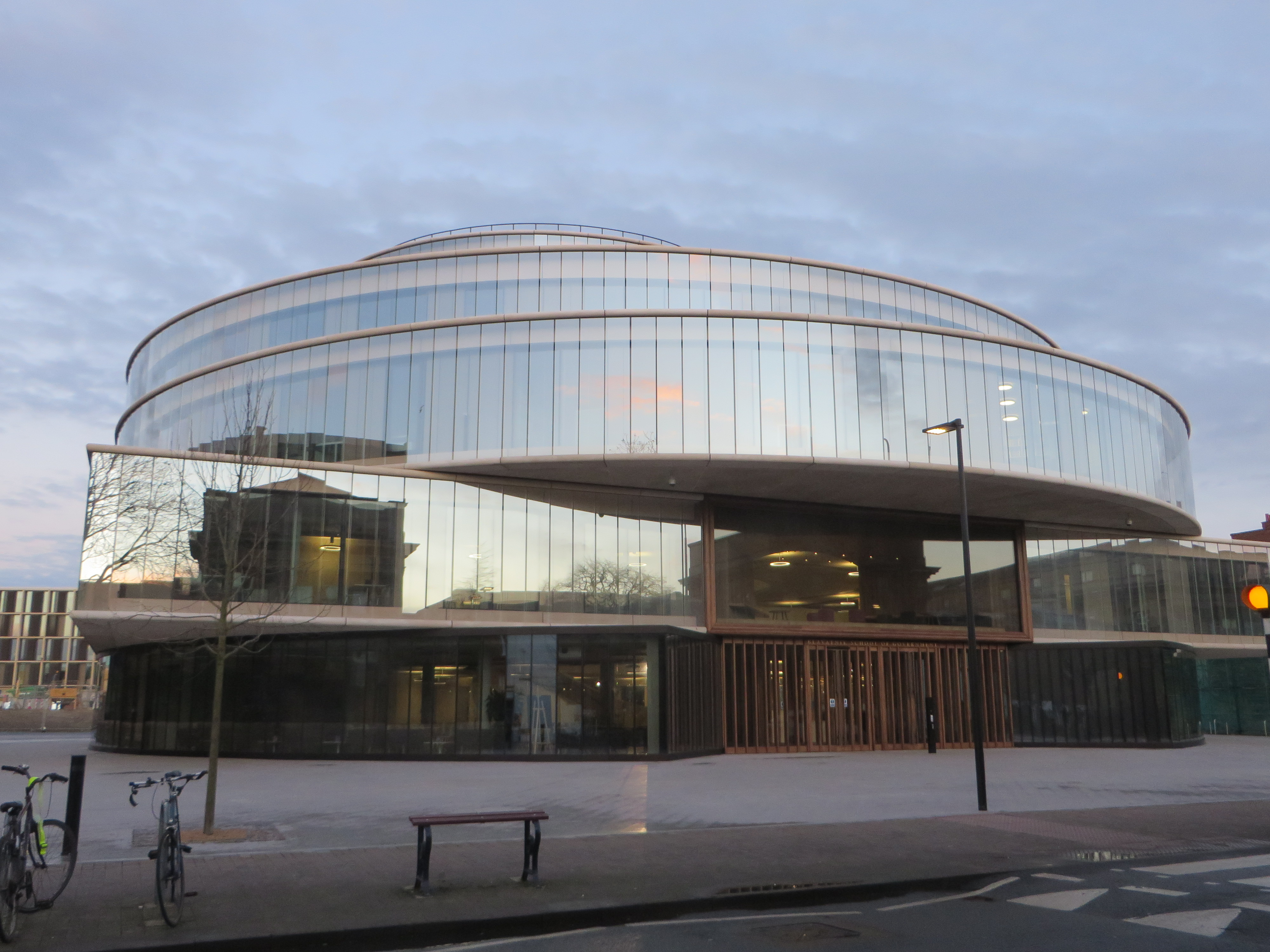
政府學院的大樓

布拉瓦特尼克政府學院（Blavatnik School of Government）是附屬於牛津大學的公共政策學院，創建於2010年，第一批學生則在2012年入學。學院由莱恩·布拉瓦特尼克捐款7500萬英鎊、牛津大學出資2600萬英鎊興建。

## 外部鏈接
- 官方網站 （页面存档备份，存于）